# Королёв, Николай Филиппович
Николай Филиппович Королёв (бел. Мікала́й Пілі́павіч Каралё́ў; 1 июля 1906, Аминовичи, Могилёвская губерния, Российская империя — 7 апреля 1972, Могилёв, СССР) — советский военный и партийный деятель, генерал-майор (1943), Герой Советского Союза (1970). Один из организаторов и руководителей партизанского подполья и партизанского движения в Могилёвской области в годы Великой Отечественной войны.

## Биография
Николай Филиппович Королёв родился 1 июля 1906 года в Аминовичи. Фамилия при рождении — Король (бел. Каро́ль).
С 1930 работал в Осиповичском леспромхозе, на лесопильном заводе. С 1932 председатель колхоза, сельсовета. С 1937 зам. председателя, председатель Осиповичского райисполкома.
С июля 1941 в партизанах, командир группы. С марта 1942 командир 210-го отряда им. И. В. Сталина, с января 1943 командир 1-й Осиповичской партизанской бригады (с июля 1943 Осиповичская военно-оперативная группа).
В апреле-сентябре 1943 член Могилевского подпольного обкома КП(б)Б, участвовал во многих боевых операциях.
Постановлением Совета Народных Комиссаров СССР от 16 сентября 1943 года № 1000 — одному из десяти командиров партизанских формирований Белорусской ССР — Н. Ф. Королёву присвоено воинское звание «Генерал-майор».
Указом Президиума Верховного Совета СССР «О присвоении звания Героя Советского Союза белорусским партизанам» от 1 января 1944 года за  «образцовое выполнение правительственных заданий в борьбе против немецко-фашистских захватчиков в тылу противника и проявленные при этом отвагу и геройство и за особые заслуги в развитии партизанского движения в Белоруссии» генерал-майору Королёву Николаю Филипповичу было присвоено звание Героя Советского Союза.
С августа 1944 председатель Могилёвского горисполкома.
С 1946 года в запасе.
В 1953—1957 секретарь Хотимского райкома КПБ, с 1958 на советской работе в Могилёве. Окончил Высшую партийную школу при ЦК КПСС (1956).
Кандидат в члены ЦК КПБ в 1940—1952, 1954—1960.
Депутат Верховного Совета БССР в 1947—1959. Член Президиума Верховного Совета БССР в 1947—1955.
Проживал в Могилёве, где скончался в 1972 году.

## Награды
- Медаль «Золотая Звезда»[5] (№ 3257)
- Орден Ленина[5]
- Два ордена Трудового Красного Знамени[5]
- Именные часы (№ 52201)[5] — от наркомата обороны СССР по представлению начальника Центрального штаба партизанского движения
- Почётный гражданин города Могилёва[6]

## Память
- В 1981 году на западной окраине деревни Аминовичи поставлен памятник уроженцу, генерал-майору Королёву Н. Ф.[7].
- В Могилёве на доме (ул. Первомайская, 67), где жил Н. Ф. Королёв, установлена мемориальная доска.
- Имя Н. Ф. Королёва присвоено улицам в Могилёве, Осиповичах, Хотимске, агрогородке Мосток Могилёвского района, деревне Верхи Осиповичского района Могилёвской области.
- В средней школе № 33 г. Могилёва создан музей Н. Ф. Королёва, проводится турнир по вольной борьбе памяти Николая Королёва.
- Имя Н. Ф. Королёва присвоено средней школе в агрогородке Жорновка Осиповичского района Могилёвской области[8]. Одна из экспозиций в школьном музее посвящена Герою.